# Tagada Jones
Cet article possède un paronyme, voir Flagada Jones.
Tagada Jones est un groupe de punk metal français originaire de Rennes, en Bretagne. Le style musical du groupe est entre autres teinté de heavy metal et d'electro. Il est actuellement composé de Niko aux chant et guitare, Waner (Right 4 Life, Kickback, Nevrotic Explosion) à la basse, Stef à la guitare, Job (Right 4 Life, Tromatized Youth, Nevrotic Explosion) à la batterie.

## Biographie

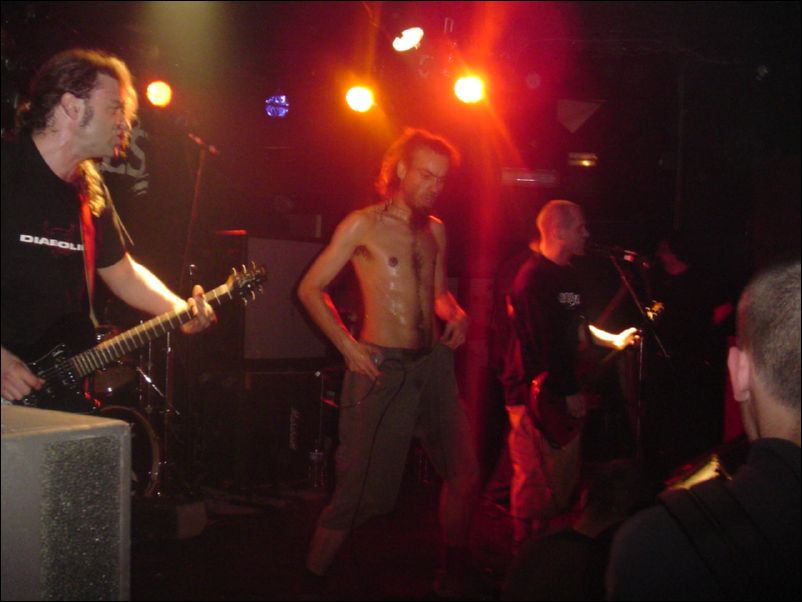
Tagada Jones en concert au Fahreinheit à Issy Les Moulineaux (26 mars 2004).

Tagada Jones s'est formé en décembre 1993 à Rennes, en Bretagne. Le groupe est à l'origine composé de Niko (chant et guitare), Pascal (guitare), Pepel (basse) et Benoît (batterie).
En 1995, Tagada Jones publie son premier album/EP éponyme, Tagada Jones, dans la veine punk rock. Un an plus tard, Benoît quitte le groupe et est remplacé par Boiboi.
En 1996, ils publient un deuxième EP, intitulé À Grands coups de bombes. En juin 1997, le groupe publie son premier album studio, intitulé Plus de bruit, puis en 1998 un album très brutal influencé punk hardcore, intitulé Virus, il est à ce jour le moins commercial et plus indépendant. Aucune production de cette période n'apparait sur les plateformes musicales.
En 2000, Tagada Jones effectue un split avec le groupe Mass Murderers. L'année suivante, en 2001, ils publient leur troisième album studio, Manipulé, puis partent en tournée en soutien à l'album, notamment à La Boule Noire à Paris le 22 octobre avec Grimskunk et Black Bomb A. La tournée est enregistrée et publiée la même année sous format CD intitulé Manipulé Tour 2001.
En 2003, Pepel quitte le groupe et est remplacé par Seb. Tagada Jones publie son quatrième album studio, intitulé L'Envers du décor, qui comprend un total de 13 chansons, dont la version dub de la chanson S.O.S.. En 2004 ils sortent leur compilation The Worst of Tagada Jones qui comprend « les pires chansons » de Tagada Jones.
En 2005, ils publient le DVD L’envers du Tour, qui comprend 2 h 30 d'images, dont 1 h 30 de concert au VIP de Saint-Nazaire.
En 2006, trois ans après la sortie de L'Envers du décor, le groupe publie son cinquième album studio, intitulé Le Feu aux poudres, vendu à 11 000 exemplaires. En 2007 le groupe compte un total de 850 concerts, 19 pays visités, cinq albums, deux EP, 40 compilations et 50 000 exemplaires vendus. En septembre 2008 sort leur sixième album, Les Compteurs à zéro, toujours chez Enragé Production,. En 2009 Boiboi quitte l'aventure pour être remplacé par Job.
Tagada Jones sort son septième album, Descente aux enfers, le 26 septembre 2011, encore une fois chez Enragé Production, cette fois dans un registre plus axé punk metal. Le 12 novembre 2013, Tagada Jones publie un DVD live de 16 titres, intitulé 20 ans d'ombre et de lumière, au label At(h)ome. Le huitième album studio, Dissident est publié en 2014.
Le 3 mars 2017, Tagada Jones publie son neuvième album la Peste et le Choléra au sein du label At(h)ome. D'après le site critique musicodrome.com, le titre « évoque la situation actuelle au proche orient, résumant en un choix cornélien la situation des nombreux habitants fuyant leurs patries en guerre pour atterrir dans une Europe hostile. Entre la peste et le choléra, seuls « choix » donc laissés à ceux que l’on catalogue quotidiennement comme « migrants », Tagada Jones a choisi la révolte. »
Le 30 octobre 2020, le groupe publie son dixième album À feu et à sang, toujours au sein d'At(h)ome. Réalisé pendant le 1er confinement, l'album a été enregistré par l'ingénieur lumière live de No One Is Innocent et produit par Bill Stevenson (Rise Against, NOFX...). Trois clips en sont issus : Nous avons la rage (réalisé à partir de vidéos d'internautes), De rires et de larmes (réalisé par Cedric Gleyal) et Le dernier baril. Ce dernier a été réalisé chez Monic La Mouche (constructeur des décors du festival Hellfest) et dévoilé sur Facebook lors d'une interview live avec le journaliste Samuel Degasne, en direct du Hellfest Corner.

## Style musical et influences
Citant Parabellum, Les Sheriff, The Exploited, Ramones, Bad Religion, Suicidal Tendencies et Bérurier noir comme influences, underground et alternatif, Tagada Jones assimile au fur et à mesure des courants musicaux divers comme le metal, l'electro, le punk rock le punk hardcore ou le dub.
Tagada Jones construit son univers sur des textes réalistes, chantés en français, qui prônent le respect, la liberté ou l’écologie et critiquent la mondialisation, les manipulations, le « capitalisme sauvage », le fanatisme ou encore le sexisme et l’intolérance.

## Membres

### Membres actuels
- Niko (Nicolas Giraudet[18]) - chant, guitare (1993 - ).
- La Guiche (Stéphane Guichard Auray[19]) - guitare (février 1997 - ).
- Waner (Erwan Herry[20]) - basse (15/11/2013 - ).
- Job (Jean Baptiste Tronel[21]) - batterie (23/12/2009 - ).

### Anciens membres
- Boiboi (David Boiramé) - batterie (1997 - 29/11/2009).
- David [Alcaline] - guitare (1994 - 1997).
- Seb (Sébastien Corbe) - basse (18/09/2003 - 20/12/2013).
- Mr Mitraillette (Benoit Duval[22]) - batterie (1993 - 1995).
- Pascal Véron - guitare (1993 - 1994).
- Pepel (David Pelatre) - basse (1993 - 07/06/2003).
- Gus (Ghislain Savigny) - chant, samples (2000 - 01/09/2007).

## Discographie

### Albums studio
- 1997 : Plus de bruit
- 1998 : Virus
- 2001 : Manipulé
- 2003 : L'Envers du décor
- 2006 : Le Feu aux poudres
- 2008 : Les Compteurs à zéro
- 2011 : Descente aux enfers
- 2014 : Dissident
- 2017 : La Peste et le Choléra
- 2020 : À feu et à sang
- 2024 : TRNT - Best-of 1993-2023

### Albums live
- 2001 : Manipulé Tour 2001 (CD)
- 2005 : L'Envers du tour (DVD + album live)
- 2013 : 20 ans d'ombre et de lumière (DVD + album live)
- 2015 : Live Dissident Tour (album live)
- 2018 : Live at Hellfest 2017

### EP
- 1995 : Tagada... (album/EP)
- 1996 : À Grands coups de bombes

### Singles
- 2003 : Ecowar (single 3 titres)
- 2011 : Zéro de conduite (single 3 titres)
- 2015 : Je suis démocratie (single 2 titres)

### Autres
- 1993 : Mortelle rébellion (cassette)
- 1998 : Tagada Jones CD 4 titres
- 2000 : Split avec Mass Murderers
- 2004 : The Worst of Tagada Jones (compilation)
- 2007 : 6.6.6 (CD sorti à l'occasion du 1000e concert, 6 reprises, 6 inédits, 6 remixes)

### Feats
- 2007 : Nation to Nation (6.6.6) avec Punish Yourself
- 2014 : Vivre (Dissident) avec Vinc' de AqME
- 2014 : Blasphème (Dissident) avec Pepel (ancien membre du groupe) et Stéphane Buriez de Loudblast
- 2014 : Ni dieu ni maître (Dissident) avec Poun de Black Bomb A
- 2014 : On ne chante pas on crie (Dissident) avec Reuno et Philo de Lofofora
- 2014 : Dernier rendez-vous (Dissident) avec Guizmo de Tryo
- 2014 : Karim & Juliette, Pt 2. (Dissident) avec Loran, ancien membre de Bérurier Noir
- 2018 : What the F*** (album Frankenstein de No One Is Innocent), feat de Niko
- 2020 : Elle ne voulait pas (À feu et à sang) avec Didier Wampas
- 2020 : Super Momie (album Helldebert - Enfantillages 666 de Aldebert), feat de Niko